# Brunei
Brunei, quốc hiệu là Brunei Darussalam, là một quốc gia có chủ quyền nằm ở bờ biển phía bắc của Borneo tại Đông Nam Á. Ngoại trừ dải bờ biển giáp biển Đông, quốc gia này hoàn toàn bị bang Sarawak của Malaysia bao quanh. Huyện Limbang của bang Sarawak phân chia Brunei thành hai phần. Đây là quốc gia có chủ quyền duy nhất nằm hoàn toàn trên Borneo, Malaysia và Indonesia phân chia phần lãnh thổ còn lại của đảo.
Lịch sử chính thức của quốc gia cho rằng Brunei có thể có bắt đầu từ thế kỷ VII, khi nó là một thuộc quốc tên là P'o-li của Đế quốc Srivijaya có trung tâm trên đảo Sumatra. Sau đó, nước này trở thành chư hầu của Đế quốc Majapahit có trung tâm trên đảo Java. Brunei trở thành một vương quốc hồi giáo vào thế kỷ thứ XIV, dưới quyền vị quốc vương (sultan) mới cải sang Hồi giáo là Muhammad Shah.
Vào thời kỳ đỉnh cao của Vương quốc Brunei, Sultan Bolkiah (trị vì 1485–1528) kiểm soát các khu vực phía bắc của đảo Borneo, bao gồm Sarawak và Sabah ngày nay, cũng như quần đảo Sulu ở ngoài khơi mũi đông bắc của Borneo, Seludong (Manila ngày nay), và các đảo ở ngoài khơi mũi tây bắc của Borneo. Đoàn thám hiểm Magellan của Tây Ban Nha viếng thăm quốc gia hàng hải này vào năm 1521, và Brunei chiến đấu chống lại Tây Ban Nha trong chiến tranh Castille vào năm 1578.
Vương quốc Brunei bắt đầu suy sụp; và đến thế kỷ XIX thì Sultan của Brunei nhượng lại Sarawak cho James Brooke để báo ơn người này vì công giúp đỡ dập tắt một cuộc nổi dậy và phong cho Brooke làm rajah; và nhượng lại Sabah cho Công ty Đặc hứa Bắc Borneo của Anh Quốc. Năm 1888, Brunei trở thành một lãnh thổ bảo hộ của Anh Quốc và một Thống sứ Anh Quốc được bổ nhiệm trong vai trò người quản lý thuộc địa vào năm 1906. Sau khi bị Nhật Bản xâm chiếm trong Chiến tranh thế giới thứ hai, một hiến pháp mới được thảo ra vào năm 1959. Năm 1962, một cuộc nổi dậy vũ trang chống lại chế độ quân chủ bị dập tắt với sự giúp đỡ của người Anh.
Brunei giành được độc lập từ Anh Quốc vào ngày 1 tháng 1 năm 1984. Quốc gia này trải qua quá trình tăng trưởng kinh tế nhanh chóng trong thập niên 1970 và 1990, đạt mức tăng trưởng bình quân 5.6%/năm trong giai đoạn từ 1999 đến 2008. Brunei hiện nay là một quốc gia công nghiệp mới. Quốc gia này trở nên thịnh vượng nhờ các mỏ dầu và khí đốt thiên nhiên có trữ lượng lớn. Brunei có chỉ số phát triển con người (HDI) đạt mức rất cao, xếp thứ 2 trong số các quốc gia Đông Nam Á chỉ sau Singapore, đồng thời được phân loại là một nước phát triển. Theo Quỹ Tiền tệ Quốc tế (IMF), Brunei xếp hạng 5 thế giới về thu nhập bình quân đầu người theo sức mua tương đương. IMF cũng ước tính rằng vào năm 2011, Brunei là một trong hai quốc gia có nợ công ở mức 0% trong quy mô GDP danh nghĩa. Tạp chí Forbes cũng xếp hạng Brunei là quốc gia giàu thứ 5 trên thế giới.

## Tên gọi
Theo truyền thuyết, Brunei do Awang Alak Betatar thành lập. Ông đi từ Garang, một nơi tại huyện Temburong đến cửa sông Brunei, phát hiện ra Brunei. Theo truyền thuyết, trong lúc đổ bộ thì ông kêu lên Baru nah! ("chỗ đó"), tên gọi "Brunei" bắt nguồn từ đó.
Tên gọi được đổi thành Barunai vào thế kỷ XIV, có thể là do ảnh hưởng từ tiếng Phạn "varuṇ" (वरुण), nghĩa là đại dương hay là "quan nhiếp chính của đại dương" thần thoại. Từ "borneo" cũng có cùng nguồn gốc. Tên đầy đủ của quốc gia, Negara Brunei Darussalam, darussalam (tiếng Ả Rập: دار السلام) nghĩa là "chốn hòa bình", trong khi negara nghĩa là "quốc gia" trong tiếng Mã Lai.

## Lịch sử

### Lịch sử ban đầu

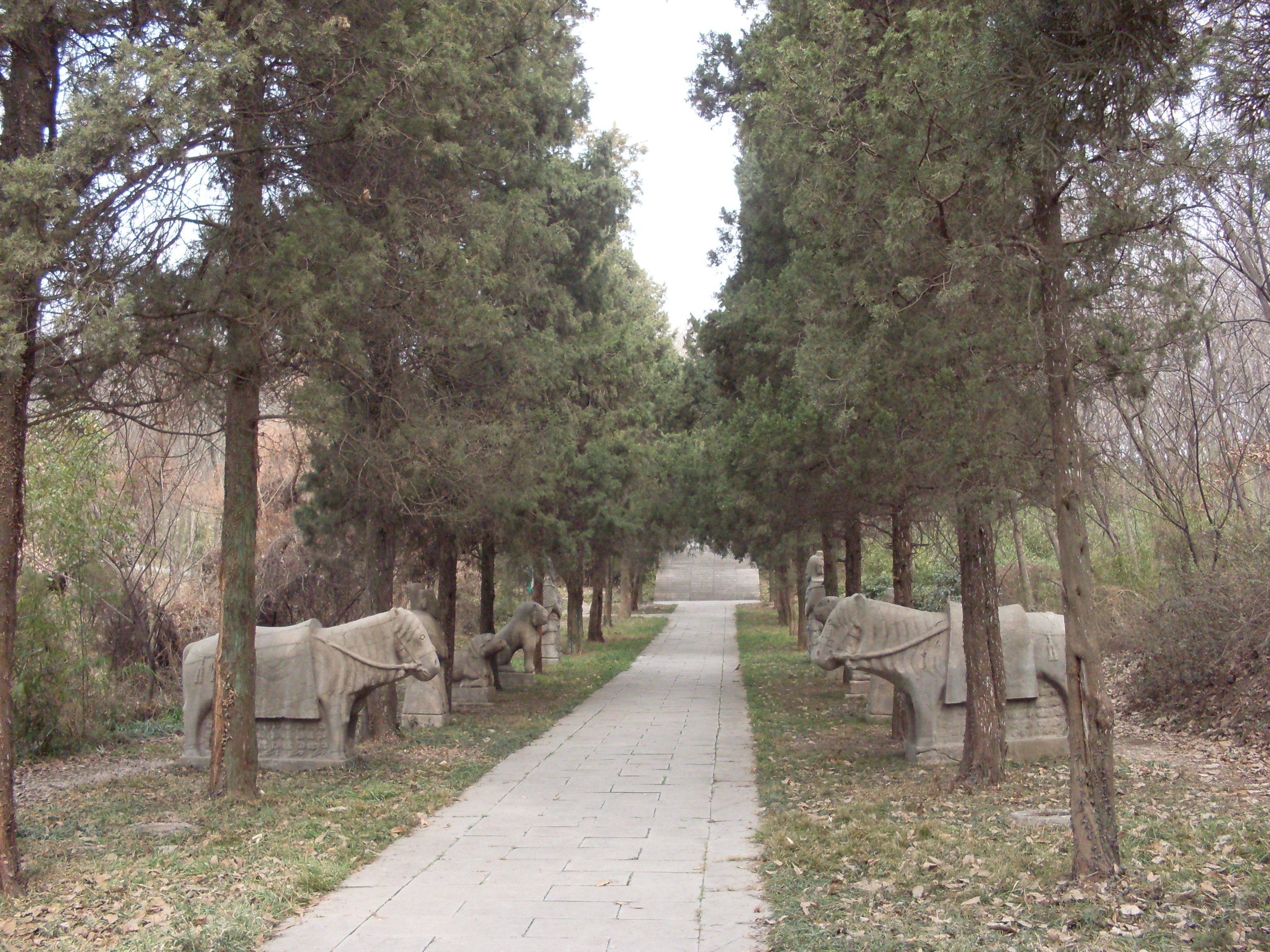
Lăng mộ của Abdul Majid Hassan, quân chủ Bột Nê Quốc, tại Nam Kinh

Do thiếu vắng các bằng chứng khác, các học giả thuyết minh lịch sử ban đầu của Brunei dựa trên việc diễn giải từ các bản văn Trung Quốc. Các tư liệu Trung Quốc từ thế kỷ thứ VI đề cập đến một quốc gia được gọi là P’o-li (tiếng Trung: 婆利; Hán-Việt: Bà Lợi) trên vùng bờ biển tây bắc của đảo Borneo. Trong thế kỷ thứ VII, các ghi chép Trung Hoa và Ả Rập đề cập đến một địa điểm được gọi là Vijayapura (tiếng Trung: 佛逝補羅; Hán-Việt: Phật Thệ Bổ La), được cho là do các thành viên vương thất Phù Nam thành lập. Họ được cho là đổ bộ lên bờ biển tây bắc của Borneo cùng một số tùy tùng của mình. Sau khi chiếm Bà Lợi, họ đổi tên lãnh thổ thành 'Vijayapura', nghĩa là 'chiến thắng' trong tiếng Phạn). Năm 977, các ghi chép Trung Hoa bắt đầu sử dụng thuật ngữ Po-ni (tiếng Trung: 渤泥; Hán-Việt: Bột Nê) thay vì Vijayapura để đề cập đến Brunei.
Năm 1225, một viên quan của nhà Tống là Triệu Nhữ Quách (趙汝适) ghi lại trong Chư Phiên chí (諸蕃志) rằng Bột Nê Quốc có 100 chiến thuyền đề bảo vệ ngành mậu dịch của mình, và có nhiều vàng tại vương quốc. Một ghi chép vào năm 1280 mô tả rằng Bột Nê Quốc kiểm soát một diện tích lớn trên đảo Borneo.
Đến thế kỷ XIV, Bột Nê Quốc trở thành một nước chư hầu của Majapahit, mỗi năm phải nộp 40 cân long não. Năm 1369, người Sulu tấn công Bột Nê Quốc, cướp bóc châu báu vàng. Một hạm đội từ Majapahit thành công trong việc đánh đuổi người Sulu, song Bột Nê Quốc trở nên yếu kém hơn sau cuộc tấn công này. Một ghi chép của Trung Quốc vào năm 1371 mô tả Bột Nê Quốc nghèo nàn và hoàn toàn chịu kiểm soát của Majapahit.
Sức mạnh của Vương quốc Brunei lên đến đỉnh điểm từ thế kỷ XV đến thế kỷ XVII, khi thế lực của nước này trải rộng từ bắc bộ Borneo đến Nam bộ Philippines. Đến thế kỷ XVI, Hồi giáo đã bén rễ vững chắc tại Brunei, và quốc gia đã xây dựng một trong những thánh đường Hồi giáo lớn nhất của mình. Năm 1578, một lữ khách người Tây Ban Nha tên là Alonso Beltrán mô tả nó cao năm tầng và được xây trên nước.

#### Chiến tranh với Tây Ban Nha
Thế lực của người châu Âu dần khiến cho một cường quốc khu vực đi đến hồi kết, Brunei bước vào một thời kỳ suy yếu kết hợp với xung đột nội bộ do xung đột kế vị trong vương thất. Nạn hải tặc cũng gây thiệt hại cho vương quốc. Tây Ban Nha tuyên chiến vào năm 1578, tiến công và chiếm được thủ đô khi đó của Brunei là Kota Batu. Điều này một phần là kết quả của việc hai quý tộc Brunei là Pengiran Seri Lela và Pengiran Seri Ratna yêu cầu giúp đỡ, Pengiran Seri Lela trước đó đi đến Manila- trung tâm thuộc địa của Tây Ban Nha trong khu vực, đề nghị Brunei trở thành nước triều cống cho Tây Ban Nha để đổi lấy sự giúp đỡ nhằm đòi lại vương vị bị người anh/em là Saiful Rijal chiếm lấy.
Vào tháng 3 năm 1578, hạm đội Tây Ban Nha bắt đầu đi từ Manila đến Brunei dưới sự lãnh đạo của Đề đốc De Sande. Đội quân viễn chinh gồm có 400 người Tây Ban Nha, 1.500 người Philippines bản địa và 300 người Borneo. Người Tây Ban Nha xâm chiếm kinh đô vào ngày 16 tháng 4 năm 1578, với sự giúp đỡ của Pengiran Seri Lela và Pengiran Seri Ratna. Sultan Saiful Rijal và Paduka Seri Begawan Sultan Abdul Kahar buộc phải chạy đến Meragang rồi Jerudong. Tại Jerudong, họ lên các kế hoạch nhằm đuổi quân xâm lăng ra khỏi Brunei. Quân của Tây Ban Nha chịu cảnh tử vong cao do bùng phát dịch tả hoặc lỵ, rồi quyết định từ bỏ Brunei và trở về Manila vào ngày 26 tháng 6 năm 1578, sau 72 ngày. Trước khi rút đi, họ đốt thánh đường Hồi giáo-một cấu trúc có năm tầng mái.
Các tường thuật bản địa tại Brunei có khác biệt lớn so với quan điểm được công nhận rộng rãi về sự kiện. Theo đó, sự kiện gọi là Chiến tranh Castille được nhìn nhận như một chương anh hùng, theo đó người Tây Ban Nha bị đẩy lui bởi Bendahara Sakam, được công khai là một người anh em của Sultan cầm quyền, và một nghìn chiến binh bản địa. Hầu hết các sử gia xem đây là một tường thuật anh hùng dân gian, mà có lẽ được phát triển trong các thập niên hoặc thế kỷ sau đó.

### Nội chiến
Trong thời gian trị vì của Sultan Muhammad Ali (1660-1661), có một bất đồng giữa con trai của Sultan là Pengiran Muda ("Vương tử") Bongsu và Pengiran Muda Alam- con trai của Pengiran Abdul Mubin về kết quả của một trận đá gà mà Pengiran Muda Bungsu thua. Pengiran Muda Alam chế nhạo Vương tử về việc thua cuộc. Vương tử Bongsu nổi cơn thịnh nộ và sát hại Pengiran Muda Alam rồi chạy trốn khỏi hiện trường.
Abdul Mubin cùng bộ hạ sát hại Sultan Muhammad Ali nhằm báo thù, Abdul Momin sau đó tự lập mình làm Sultan và chọn hiệu "Sultan Hakkul Abdul Mubin". Ông cố gắng xoa dịu các bộ hạ của Sultan tiền nhiệm bằng việc bổ nhiệm cháu trai của Muhammad Ali là Muhyiddin làm Bendahara ("Tể tướng") mới. Tuy nhiên, sau một thời gian, những người ủng hộ Muhammad Ali thực hiện trả thù bằng cách thuyết phục Bendahara Muhyiddin đứng lên chống lại Abdul Mubin. Bendahara Muhyddin ban đầu từ chối, song sau đó lại đồng ý. Những người ủng hộ Muhyiddin bắt đầu tạo nhiễu loạn. Sultan Abdul Hakkul Momin sau đó chuyển cung điện của mình đến Pulau Chermin theo lời khuyên của Muhyiddin với ý định chờ cho đến khi cuộc khủng hoảng kết thúc.
Tuy nhiên, sau khi Sultan Abdul Hakkul Mubin rời đi, Muhyiddin tự tuyên bố mình là Sultan. Một trận chiến giữa hai người xảy ra sau đó, cuộc nội chiến Brunei bùng nổ. Trong Nội chiến, Sultan Abdul Hakkul Mubin chạy đến Kinarut, ông ở đó trong 10 năm, đẩy lui các cuộc tiến công liên tiếp của Sultan Muhyiddin. Đội quân của Sultan Muhyiddin trở về Brunei sau khi thất bại trong một cuộc tấn công quyết định. Muhyiddin lo ngại rằng nội chiến kéo dài quá lâu và đề nghị Sultan của Sulu cử binh giúp đỡ. Muhyiddin hứa sẽ trao vùng đất phía đông Sabah để báo ơn giúp đỡ của Sulu. Muhyiddin cuối cùng giành được thắng lợi năm 1673, Sultan Abdul Hakkul Mubin bị giết trong nội chiến.

### Anhcan thiệp

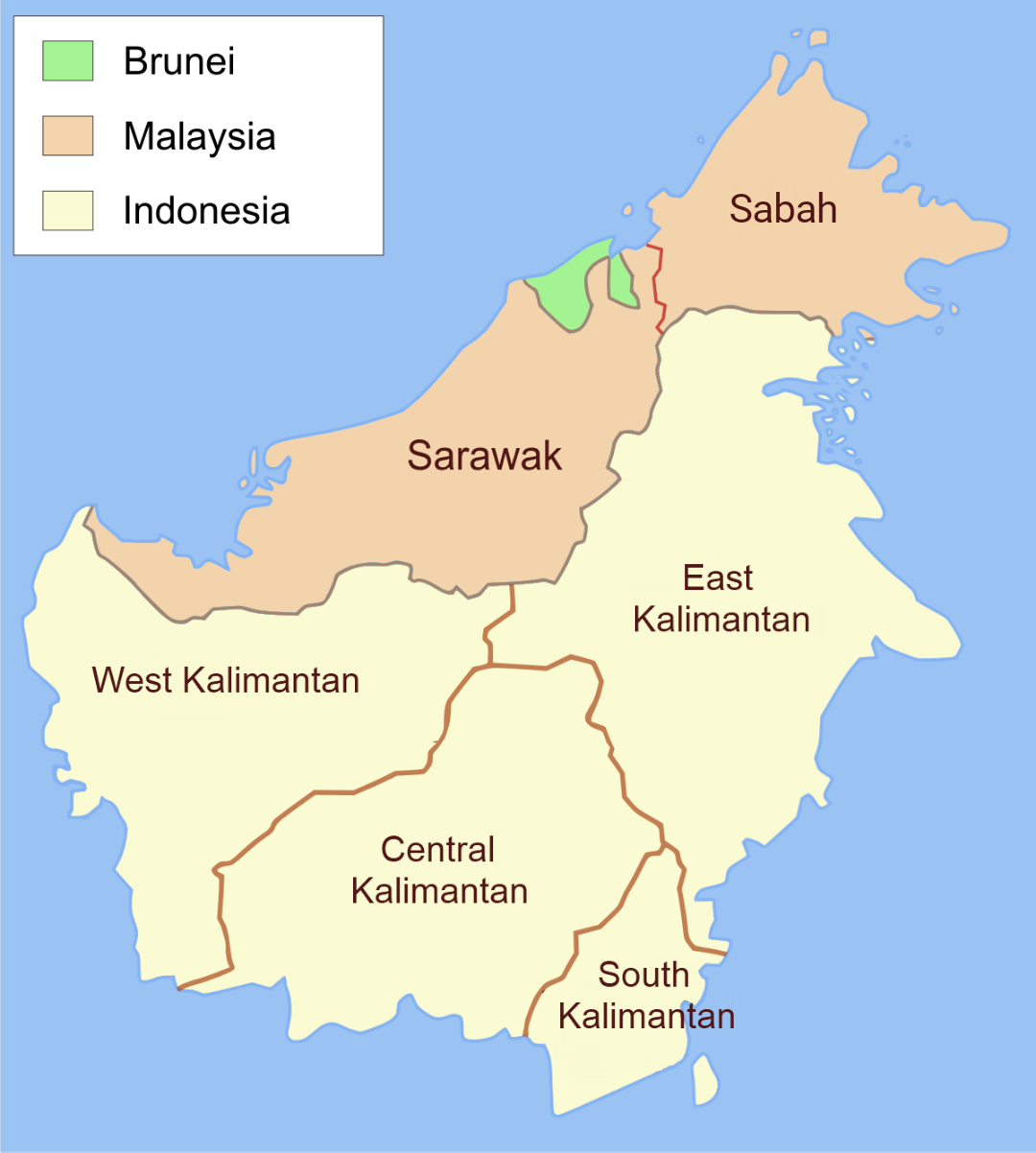
Biên giới Brunei (lục) từ năm 1890

Anh nhiều lần can thiệp vào công việc của Brunei, họ tiến công Brunei vào tháng 7 năm 1846 trong một cuộc xung đột nội bộ tranh giành ngôi Sultan.
Trong thập niên 1880, Vương quốc Brunei tiếp tục suy yếu, Sultan trao vùng đất mà nay là Sarawak cho James Brooke vì có công giúp ông đàn áp một cuộc nổi dậy và cho phép James Brooke thành lập Vương quốc Sarawak. Theo thời gian, Brooke và các cháu trai của người này thuê hoặc sáp nhập thêm nhiều đất đai. Brunei mất đi phần lớn lãnh thổ của mình cho Vương quốc Sarawak.
Sultan Hashim Jalilul Alam Aqamaddin thỉnh cầu người Anh giúp ngăn chặn nhà Brooke xâm lấn hơn nữa. "Hiệp định Bảo hộ" do Hugh Low dàn xếp và được ký có hiệu lực vào ngày 17 tháng 12 năm 1888. Hiệp định ghi rằng Sultan "không thể nhượng hay cho thuê bất kỳ lãnh thổ nào cho thế lực ngoại bang mà không có sự tán thành của Anh Quốc"; cho phép Anh Quốc kiểm soát thực sự công việc đối ngoại của Brunei, biến Brunei thành một lãnh thổ bảo hộ của Anh Quốc. Tuy nhiên, đến khi Vương quốc Sarawak thôn tính vùng Pandaruan vào năm 1890, người Anh lại không tiến hành hành động nào để ngăn chặn. Người Anh không nhìn nhận Brunei hay Vương quốc Sarawak là 'ngoại quốc' (theo Hiệp định Bảo hộ). Lần sáp nhập cuối cùng này của Sarawak khiến cho Brunei chỉ còn lại vùng lãnh thổ nhỏ bé bị phân làm hai phần như hiện nay.
Các thống sứ Anh Quốc được đưa đến Brunei theo Thỏa thuận Bảo hộ Bổ sung vào năm 1906. Các thống sứ tham mưu cho Sultan trên tất cả các vấn đề quản lý. Theo thời gian, Thống sứ nắm giữ nhiều quyền hành chính hơn là Sultan. Hệ thống thống sứ kết thúc vào năm 1959.

### Phát hiện radầu
Dầu được phát hiện vào năm 1929 sau một số nỗ lực không có kết quả. Hai người là F.F. Marriot và T.G. Cochrane phát hiện ra dầu gần sông Seria vào cuối năm 1926. Họ thông báo sự việc cho một nhà địa vật lý học, người này chỉ đạo một cuộc nghiên cứu tại đó. Năm 1927, khí rỉ ra được ghi nhận trong khu vực. Giếng Seria số 1 (S-1) được khoan vào ngày 12 tháng 7 năm 1928. Giếng Seria số 2 được khoan vào ngày 19 tháng 8 năm 1929, và vẫn tiếp tục cho sản phẩm tính đến năm 2009. Sản lượng dầu tăng lên đáng kể vào những năm 1930 cùng với sự phát triển của thêm nhiều mỏ dầu. Năm 1940, sản lượng dầu là hơn 6 triệu thùng. Công ty Dầu lửa Malaya Anh được thành lập vào ngày 22 tháng 7 năm 1922. Giếng dầu ngoài khơi đầu tiên được khoan vào năm 1957. Dầu và khí đốt thiên nhiên là nền tảng cho sự phát triển và thịnh vượng của Brunei kể từ cuối thế kỷ XX.

### Nhật Bảnchiếm đóng
Tám ngày sau khi tiến công Trân Châu Cảng, đến ngày 16 tháng 12 năm 1941 thì người Nhật xâm chiếm Brunei. 10.000 quân của Phân đội Kawaguchi từ vịnh Cam Ranh tiến vào Kuala Belait. Sau sáu ngày giao tranh, họ chiếm đóng toàn bộ quốc gia. Lực lượng duy nhất của Đồng Minh trong khu vực là Tiểu đoàn số 2 của Trung đoàn Punjab số 15 đóng tại Kuching, Sarawak.
Khi chiếm được Brunei, người Nhật tiến hành một thỏa thuận với Sultan Ahmad Tajuddin về việc cai quản quốc gia. Nguyên Thư ký của Thống sứ Anh Quốc Ernest Edgar Pengilly là Inche Ibrahim được bổ nhiệm là Trưởng quan hành chính dưới quyền Thống sứ Nhật Bản. Pengilly và những người dân tộc Anh khác vẫn ở lại Brunei bị người Nhật giam giữ tại trại Batu Lintang ở Sarawak.
Sultan duy trì ngôi vị của mình và nhận được trợ cấp cùng sự tôn kính của người Nhật. Trong giai đoạn sau của thời kỳ chiếm đóng, ông ở tại Tantuya, Limbang và có ít việc để làm với người Nhật. Chính phủ Brunei được tái tổ chức thành 5 tỉnh, bao gồm Bắc Borneo thuộc Anh. Các tỉnh bao gồm Baram, Labuan, Lawas, và Limbang.
Người Anh dự đoán được về một cuộc tiến công của người Nhật, song họ thiếu các nguồn lực để phòng thủ khu vực do đang phải giao chiến ở châu Âu. Binh sĩ từ Trung đoàn Punjab đổ bê tông vào các giếng dầu vào tháng 9 năm 1941 để ngăn người Nhật sử dụng chúng. Các thiết bị và máy móc còn lại bị phá hủy khi Nhật Bản xâm chiếm Malaya. Đến cuối chiến tranh, 16 giếng dầu ở Miri và Seria được tái khởi đầu, sản lượng đạt khoảng một nửa so với mức trước chiến tranh. Sản xuất than tại Muara cũng được khôi phục, song thành công với mức độ khiêm tốn.
Trong thời gian chiếm đóng, người Nhật dạy ngôn ngữ của họ trong các trường học, các viên chức chính quyền được yêu cầu học tiếng Nhật. Đồng nội tệ được thay thế bằng duit pisang (tiền chuối). Từ năm 1943, siêu lạm phát làm mất giá trị tiền tệ, và đến cuối chiến tranh thì loại tiền này không còn giá trị. Các cuộc tiến công vào thương thuyền khiến cho hoạt động mậu dịch phải ngưng lại. Thực phẩm và dược phẩm rơi vào cảnh thiếu hụt, người dân phải chịu cảnh đói và bệnh tật.
Ngày 10 tháng 6 năm 1945, Sư đoàn số 9 của Úc đổ bộ lên Muara trong Chiến dịch Oboe Six nhằm tái chiếm Borneo từ Nhật Bản. Họ nhận được hỗ trợ từ các đơn vị không quân và hải quân của Hoa Kỳ. Đô thị Brunei bị ném bom trên phạm vi rộng và bị Đồng Minh tái chiếm sau ba ngày quyết chiến. Nhiều tòa nhà bị phá hủy, bao gồm cả Thánh đường Hồi giáo. Quân Nhật tại Brunei, Bắc Borneo, và Sarawak, dưới quyền Trung tướng Masao Baba, chính thức đầu hàng tại Labuan vào ngày 10 tháng 9 năm 1945. Chính quyền quân sự Anh Quốc tiếp quản lãnh thổ từ tay người Nhật Bản và duy trì cho đến tháng 7 năm 1946.

### Sau Thế Chiến II
Sau Thế Chiến II, một chính phủ mới được hình thành tại Brunei dưới quyền Chính phủ quân sự Anh Quốc (BMA), chủ yếu gồm các viên chức và nhân viên người Úc. Việc quản lý Brunei được chuyển cho Chính phủ dân sự vào ngày 6 tháng 7 năm 1946. Hội đồng Quốc gia Brunei cũng được phục hồi vào năm này. BMA được giao nhiệm vụ khôi phục kinh tế của Brunei, phải dập tắt các đám cháy trên các giếng dầu ở Seria do người Nhật phóng hỏa trước khi bị đánh bại.
Trước năm 1941, Thống đốc Các khu định cư Eo biển tại Singapore chịu trách nhiệm về nhiệm vụ của Cao ủy Anh tại Brunei, Sarawak, và Bắc Borneo (nay là Sabah). Cao ủy Anh Quốc đầu tiên của Brunei là Thống đốc Sarawak, Charles Ardon Clarke. Barisan Pemuda ("Phong trào Thanh niên") là chính đảng đầu tiên được thành lập tại Brunei, vào ngày 12 tháng 4 năm 1946. Mục đích của đảng là "Bảo tồn chủ quyền của Sultan và quốc gia, và để bảo vệ quyền của người Mã Lai". Đảng bị giải thể vào năm 1948 do hoạt động kém.
Năm 1959, một bản hiến pháp mới được thảo ra, tuyên bố Brunei là một quốc gia tự trị, trong khi các vấn đề đối ngoại, an ninh và quốc phòng vẫn là trách nhiệm của Anh Quốc. Một cuộc nổi dậy nhỏ nhằm chống lại chế độ quân chủ bùng phát vào năm 1962, Anh Quốc hỗ trợ chính quyền Brunei dập tắt cuộc nổi dậy này. Cuộc Nổi dậy Brunei này góp phần vào thất bại trong việc thành lập Liên bang Bắc Borneo, và cũng ảnh hưởng một phần đến quyết định của Brunei là không tham gia vào Liên bang Malaysia. Brunei giành được độc lập từ Anh Quốc vào ngày 1 tháng 1 năm 1984.
Ngày 14 tháng 11 năm 1971, Sultan Hassanal Bolkiah đến Luân Đôn để thảo luận về các vấn đề liên quan đến việc sửa đổi Hiến pháp năm 1959. Một thỏa thuận mới được ký kết vào ngày 23 tháng 11 năm 1971 với đại diện của Anh Quốc là Anthony Henry Fanshawe Royle, theo đó Anh Quốc vẫn nắm giữ công việc đối ngoại và quốc phòng. Ngày 7 tháng 1 năm 1979, một hiệp định khác được ký kết giữa Brunei và Anh Quốc, đại diện cho Anh Quốc là Chúa công Goronwy-Roberts. Hiệp định này trao cho Brunei tiếp quản trách nhiệm quốc tế như một quốc gia độc lập. Anh Quốc chấp thuận giúp đỡ Brunei trên các vấn đề ngoại giao. Vào tháng 5 năm 1983, Anh Quốc tuyên bố Brunei sẽ độc lập từ ngày 1 tháng 1 năm 1984. Lúc nửa đêm ngày 1 tháng 1 năm 1984, Sultan Hassanal Bolkiah đọc bản Tuyên ngôn độc lập.

## Địa lý
Brunei là một quốc gia Đông Nam Á gồm hai phần tách rời với tổng diện tích là 5.765 kilômét vuông (2.226 dặm vuông Anh) trên đảo Borneo. Quốc gia có 161 kilômét (100 mi) bờ biển giáp biển Đông, và có 381 km (237 mi) biên giới với Malaysia. Quốc gia có 500 kilômét vuông (193 dặm vuông Anh) lãnh hải, và 200 hải lý (370 km; 230 mi) vùng đặc quyền kinh tế.
Khoảng 97% cư dân sinh sống ở phần phía tây rộng lớn hơn của quốc gia, và chỉ khoảng 10.000 dân sinh sống ở phần đồi núi phía đông. Tổng dân số của Brunei là khoảng 408.000 tính đến  năm tháng 7 năm 2010, trong đó khoảng 150.000 sống tại thủ đô Bandar Seri Begawan. Các đô thị lớn khác là thị trấn cảng Muara, thị trấn sản xuất dầu mỏ Seria và thị trấn lân cận Kuala Belait. Tại huyện Belait, khu vực Panaga là nơi sinh sống của một số lượng lớn người Âu tha hương, nhà ở của họ do Royal Dutch Shell và Quân đội Anh Quốc cung cấp, và có một số phương tiện giải trí được đặt ở đó.
Hầu hết lãnh thổ Brunei nằm trong vùng sinh thái rừng mưa đất thấp Borneo. Các khu vực rừng mưa vùng núi nằm ở vùng nội địa của quốc gia.
Brunei có khí hậu nhiệt đới xích đạo. Nhiệt độ trung bình năm là 26,1 °C (79,0 °F), trung bình là 24,7 °C (76,5 °F) từ tháng 4-5 và 23,8 °C (74,8 °F) từ tháng 10-12.
| Dữ liệu khí hậu của Bandar Seri Begawan | Dữ liệu khí hậu của Bandar Seri Begawan | Dữ liệu khí hậu của Bandar Seri Begawan | Dữ liệu khí hậu của Bandar Seri Begawan | Dữ liệu khí hậu của Bandar Seri Begawan | Dữ liệu khí hậu của Bandar Seri Begawan | Dữ liệu khí hậu của Bandar Seri Begawan | Dữ liệu khí hậu của Bandar Seri Begawan | Dữ liệu khí hậu của Bandar Seri Begawan | Dữ liệu khí hậu của Bandar Seri Begawan | Dữ liệu khí hậu của Bandar Seri Begawan | Dữ liệu khí hậu của Bandar Seri Begawan | Dữ liệu khí hậu của Bandar Seri Begawan | Dữ liệu khí hậu của Bandar Seri Begawan |
| Tháng                                   | 1                                       | 2                                       | 3                                       | 4                                       | 5                                       | 6                                       | 7                                       | 8                                       | 9                                       | 10                                      | 11                                      | 12                                      | Năm                                     |
| --------------------------------------- | --------------------------------------- | --------------------------------------- | --------------------------------------- | --------------------------------------- | --------------------------------------- | --------------------------------------- | --------------------------------------- | --------------------------------------- | --------------------------------------- | --------------------------------------- | --------------------------------------- | --------------------------------------- | --------------------------------------- |
| Cao kỉ lục °C (°F)                      | 33.9 (93.0)                             | 35.3 (95.5)                             | 38.3 (100.9)                            | 37.6 (99.7)                             | 36.4 (97.5)                             | 35.5 (95.9)                             | 35.7 (96.3)                             | 36.6 (97.9)                             | 35.5 (95.9)                             | 34.7 (94.5)                             | 34.5 (94.1)                             | 36.2 (97.2)                             | 38.3 (100.9)                            |
| Trung bình ngày tối đa °C (°F)          | 30.4 (86.7)                             | 30.7 (87.3)                             | 31.9 (89.4)                             | 32.5 (90.5)                             | 32.6 (90.7)                             | 32.5 (90.5)                             | 32.3 (90.1)                             | 32.4 (90.3)                             | 32.0 (89.6)                             | 31.6 (88.9)                             | 31.4 (88.5)                             | 31.0 (87.8)                             | 31.8 (89.2)                             |
| Tối thiểu trung bình ngày °C (°F)       | 23.3 (73.9)                             | 23.3 (73.9)                             | 23.5 (74.3)                             | 23.7 (74.7)                             | 23.7 (74.7)                             | 23.4 (74.1)                             | 23.0 (73.4)                             | 23.1 (73.6)                             | 23.1 (73.6)                             | 23.2 (73.8)                             | 23.2 (73.8)                             | 23.2 (73.8)                             | 23.3 (73.9)                             |
| Thấp kỉ lục °C (°F)                     | 18.4 (65.1)                             | 18.9 (66.0)                             | 19.4 (66.9)                             | 20.5 (68.9)                             | 20.3 (68.5)                             | 19.2 (66.6)                             | 19.1 (66.4)                             | 19.4 (66.9)                             | 19.6 (67.3)                             | 20.5 (68.9)                             | 18.8 (65.8)                             | 19.5 (67.1)                             | 18.4 (65.1)                             |
| Lượng mưa trung bình mm (inches)        | 292.6 (11.52)                           | 158.9 (6.26)                            | 118.7 (4.67)                            | 189.4 (7.46)                            | 234.9 (9.25)                            | 210.1 (8.27)                            | 225.9 (8.89)                            | 226.6 (8.92)                            | 264.4 (10.41)                           | 312.3 (12.30)                           | 339.9 (13.38)                           | 339.6 (13.37)                           | 2.913,3 (114.70)                        |
| Số ngày mưa trung bình                  | 16                                      | 12                                      | 11                                      | 16                                      | 18                                      | 16                                      | 16                                      | 16                                      | 19                                      | 21                                      | 23                                      | 21                                      | 205                                     |
| Số giờ nắng trung bình tháng            | 196                                     | 191                                     | 225                                     | 239                                     | 236                                     | 210                                     | 222                                     | 218                                     | 199                                     | 206                                     | 205                                     | 211                                     | 2.558                                   |
| Nguồn 1: Tổ chức Khí tượng Thế giới     |                                         |                                         |                                         |                                         |                                         |                                         |                                         |                                         |                                         |                                         |                                         |                                         |                                         |
| Nguồn 2: NOAA                           |                                         |                                         |                                         |                                         |                                         |                                         |                                         |                                         |                                         |                                         |                                         |                                         |                                         |

## Chính trị và chính phủ

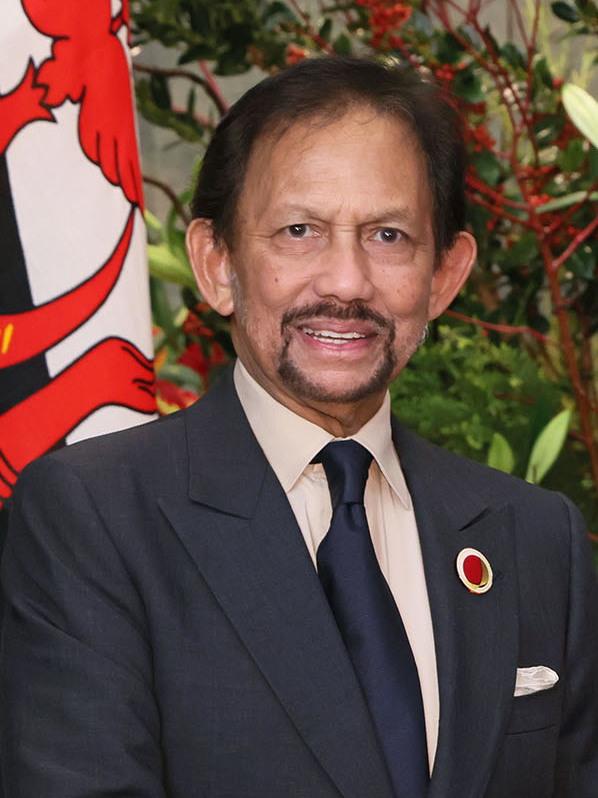
Sultan Hassanal Bolkiah của Brunei.

Hệ thống chính trị tại quốc gia do hiến pháp và truyền thống Quân chủ Mã Lai Hồi giáo chi phối. Ba thành phần của Quân chủ Hồi giáo Mã Lai, Melayu Islam Beraja (MIB), là văn hóa Mã Lai, Hồi giáo, và khuôn khổ chính trị dưới quyền quân chủ. Brunei có hệ thống pháp luật dựa theo Hệ thống pháp luật Anh, song bị luật shariah Hồi giáo thay thế trong một số trường hợp.
Theo hiến pháp năm 1959 của Brunei, Paduka Seri Baginda Sultan Haji Hassanal Bolkiah Mu'izzaddin Waddaulah Điện hạ là nguyên thủ quốc gia với đầy đủ quyền lực hành pháp. Từ năm 1962, Sultan lại có thêm quyền lực tình trạng khẩn cấp, được gia hạn mỗi hai năm. Quốc gia được đặt dưới thiết quân luật kể từ Nổi dậy Brunei năm 1962. Sultan Hassanal Bolkiah cũng giữ vai trò là Thủ tướng, Bộ trưởng Tài chính và Bộ trưởng Quốc phòng của quốc gia. Gia đình vương thất vẫn được tôn kính trong quốc gia. Brunei có một Hội đồng lập pháp

### Quan hệ đối ngoại
Cho đến năm 1979, quan hệ đối ngoại của Brunei do chính phủ Anh Quốc quản lý. Từ sau đó, trách nhiệm thuộc về Cơ quan Ngoại giao Brunei. Sau khi độc lập vào năm 1984, Cơ quan này được nâng thành cấp bộ và nay gọi là Bộ Ngoại giao.
Về mặt chính thức, chính sách đối ngoại của Brunei là:
- Tôn trọng lẫn nhau đối với chủ quyền lãnh thổ, tính toàn vẹn và độc lập của các đối tác khác
- Duy trì các mối quan hệ hữu hảo giữa các quốc gia.
- Không can thiệp vào các công việc nội bộ của những quốc gia khác
- Duy trì và thúc đẩy hòa bình, an ninh và ổn định trong khu vực.

Brunei có mối quan hệ truyền thống với Anh Quốc, và trở thành thành viên thứ 49 của khối Thịnh vượng chung ngay vào ngày độc lập 1 tháng 1 năm 1984. Nhằm khởi đầu cho việc cải thiện các mối quan hệ cấp khu vực, Brunei gia nhập ASEAN vào ngày 8 tháng 1 năm 1984, trở thành thành viên thứ sáu của Hiệp hội. Đến năm 1984, nhằm đạt được sự công nhận về chủ quyền và nền độc lập của mình, Brunei trở thành thành viên đầy đủ của Liên Hợp Quốc vào ngày 21 tháng 9
Là một quốc gia Hồi giáo, Brunei trở thành thành viên đầy đủ của Tổ chức Hội nghị Hồi giáo (nay là Tổ chức Hợp tác Hồi giáo) vào tháng 1 năm 1984 trong Hội nghị Thượng đỉnh Hồi giáo lần thứ tư tổ chức tại Maroc.
Sau khi tham gia vào Diễn đàn Hợp tác Kinh tế châu Á - Thái Bình Dương (APEC) năm 1989, Brunei tổ chức Hội nghị các nhà lãnh đạo kinh tế APEC vào tháng 11 năm 2000 và Diễn đàn khu vực ASEAN (ARF) vào tháng 7 năm 2002. Brunei trở thành một thành viên sáng lập của Tổ chức Thương mại Thế giới (WTO) vào ngày 1 tháng 1 năm 1995, và là một thành viên chính của Khu vực Tăng trưởng Đông ASEAN (BIMP-EAGA)- được hình thành tại Davao, Philippines vào ngày 24 tháng 3 năm 1994.
Brunei chia sẻ mối quan hệ chặt chẽ với Philippines và Singapore. Vào tháng 4 năm 2009, Brunei và Philippines ký kết Biên bản Ghi nhớ (MOU) nhằm cố gắng tăng cướng quan hệ song phương giữa hai quốc gia trong các lĩnh vực nông nghiệp cùng mậu dịch và đầu tư liên quan đến trồng trọt.
Brunei là một trong nhiều bên tham gia vào tranh chấp chủ quyền quần đảo Trường Sa. Brunei không công nhận tình trạng của Limbang là một phần của Sarawak kể từ khi khu vực này bị thôn tính vào năm 1890. Vấn đề được tường trình là đã giải quyết xong vào năm 2009, theo đó Brunei đồng ý chấp thuận biên giới để đổi lấy việc Malaysia từ bỏ yêu sách đối với các mỏ dầu trên vùng biển của Brunei. Chính phủ Brunei phủ nhận điều này và nói rằng không bao giờ từ bỏ tuyên bố chủ quyền của họ đối với Limbang.

### Phân cấp hành chính
Brunei được chia thành bốn huyện (daerah) và 38 phó huyện (mukim).
Daerah Temburong về mặt tự nhiên tách biệt với phần còn lại của Brunei qua bang Sarawak của Malaysia.
| STT. | Huyện        | Thủ phủ             | Dân số (2011) | Diện tích (km²) |
| 1.   | Belait       | Kuala Belait        | 60.744        | 2.724           |
| 2.   | Brunei-Muara | Bandar Seri Begawan | 279.924       | 571             |
| 3.   | Temburong    | Pekan Bangar        | 8.852         | 1.304           |
| 4.   | Tutong       | Pekan Tutong        | 43.852        | 1.166           |

### Quốc phòng
Brunei duy trì ba tiểu đoàn bộ binh trên toàn quốc. Hải quân Brunei có một số tàu tuần tra lớp "Ijtihad" mua từ một hãng chế tạo của Đức. Anh Quốc cũng duy trì một căn cứ quân sự tại Seria, trung tâm của ngành công nghiệp dầu tại Brunei. Tiểu đoàn Gurkha có 1.500 công nhân viên đang đóng quân tại đây. Một lực lượng quân đội Anh đóng tại đây dựa trên một thỏa thuận quốc phòng ký kết giữa hai quốc gia.

## Kinh tế
Brunei có một nền kinh tế quy mô nhỏ song thịnh vượng, pha trộn giữa các hãng ngoại quốc và nội địa, quy định của chính phủ, các biện pháp phúc lợi, và truyền thống làng xã. Sản xuất dầu thô và khí thiên nhiên đóng góp khoảng 90% cho GDP của quốc gia. Khoảng 167.000 thùng (26.600 m3) dầu được sản xuất mỗi ngày, biến Brunei trở thành nhà sản xuất dầu lớn thứ tư ở Đông Nam Á. Quốc gia cũng sản xuất ra xấp xỉ 25,3 triệu mét khối (895×108 ft khối) khí đốt thiên thiên hóa lỏng mỗi ngày, biến Brunei thành nước xuất khẩu đứng thứ chín về tài nguyên này trên thế giới.
Thu nhập đáng kể từ đầu tư ra hải ngoại bổ sung vào thu nhập từ sản xuất nội địa. Hầu hết các khoản đầu tư này do Cơ quan Đầu tư Brunei thực hiện, đây là một nhánh của Bộ Tài chính quốc gia. Chính phủ cung cấp toàn bộ các dịch vụ y tế, và trợ cấp gạo cùng nhà ở.
Brunei phụ thuộc nặng vào nhập khẩu các mặt hàng như nông sản, ô tô và sản phẩm điện tử từ các quốc gia khác. Hàng nhập khẩu đáp ứng 60% nhu cầu lương thực của Brunei, trong đó có khoảng 75% đến từ các quốc gia ASEAN.
Tính đến năm 2016, GDP của Brunei đạt 10.458 tỷ USD, đứng thứ 134 thế giới, đứng thứ 34 châu Á và đứng thứ 10 Đông Nam Á.

### Cơ sở hạ tầng

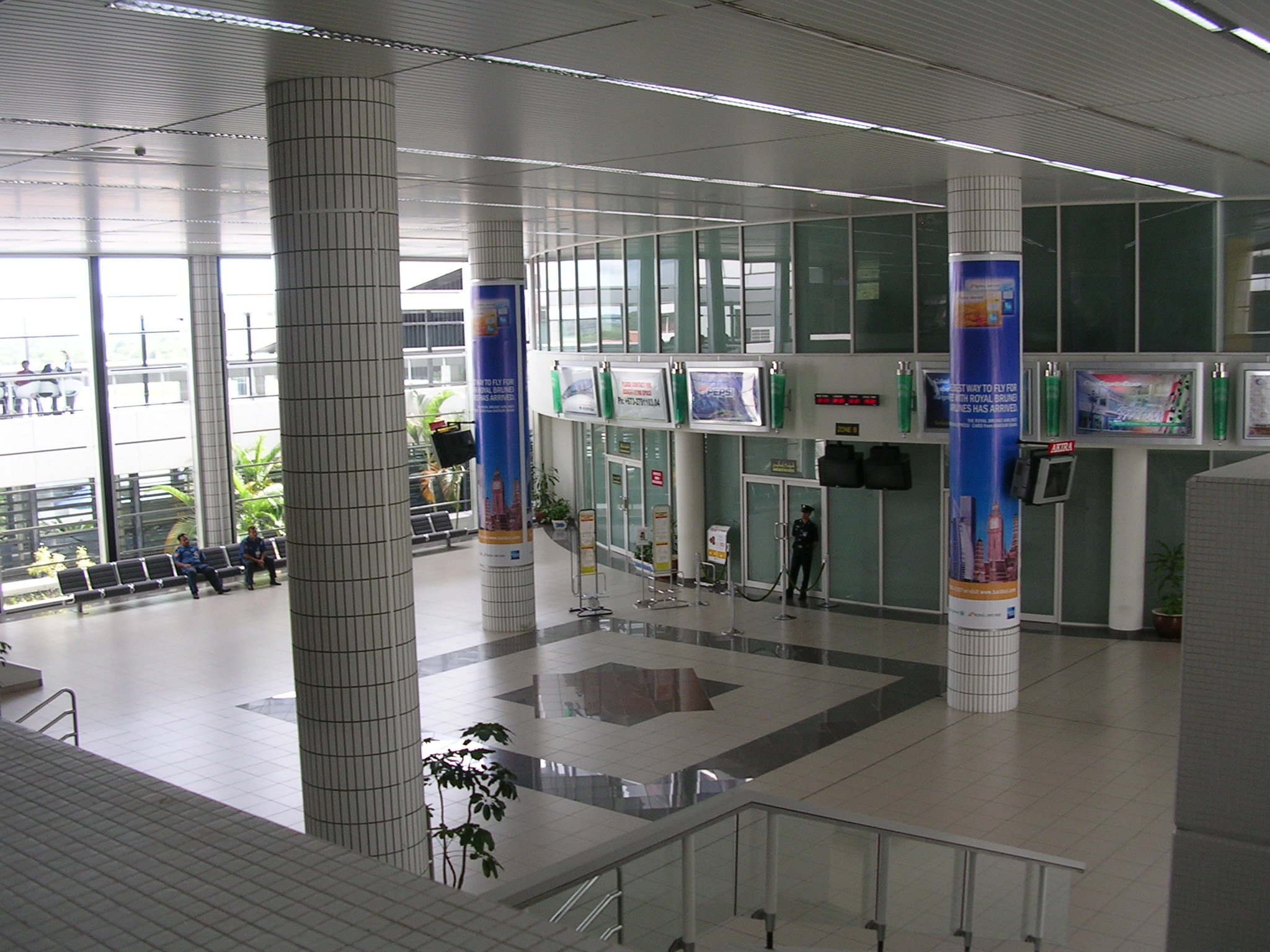
Sân bay quốc tế Brunei

Các trung tâm dân cư tại quốc gia được kết nối thông qua một mạng lưới đường bộ có tổng chiều dài 2.800 kilômét (1.700 mi). Xa lộ dài 135 kilômét (84 mi) nối từ Muara Town đến Kuala Belait được nâng cấp thành làn kép.
Có thể tiếp cận Brunei bằng đường không, đường biển, và đường bộ. Sân bay quốc tế Brunei là cửa ngõ chính của quốc gia. Royal Brunei Airlines là hãng vận chuyển quốc gia. Ngoài ra, Brunei còn có sân bay Anduki tại Seria. Bến phà ở Muara phục vụ các chuyến phà thường lệ đến Labuan (Malaysia). Các tàu cao tốc vận chuyển hành khách và hàng hóa đến huyện Temburong. Xa lộ chính chạy qua Brunei là Xa lộ Tutong-Muara. Hệ thống đường bộ của quốc gia phát triển tốt. Brunei có một cảng biển lớn nằm tại Muara.
Cứ 2,09 cư dân Brunei lại có một ô tô riêng, quốc gia này do vậy nằm trong số những nơi có tỷ lệ sở hữu ô tô cao nhất trên thế giới. Điều này được quy cho là do quốc gia không có một hệ thống giao thông hoàn thiện, thuế nhập khẩu thấp và giá xăng không chì chỉ là 0,53 đô la Brunei mỗi lít.
Một xa lộ dài 30 kilômét (19 mi) nối giữa các huyện Muara và Temburong của Brunei dự kiến hoàn thành vào năm 2018, 14 km chiều dài của xa lộ sẽ băng qua vịnh Brunei.

## Nhân khẩu

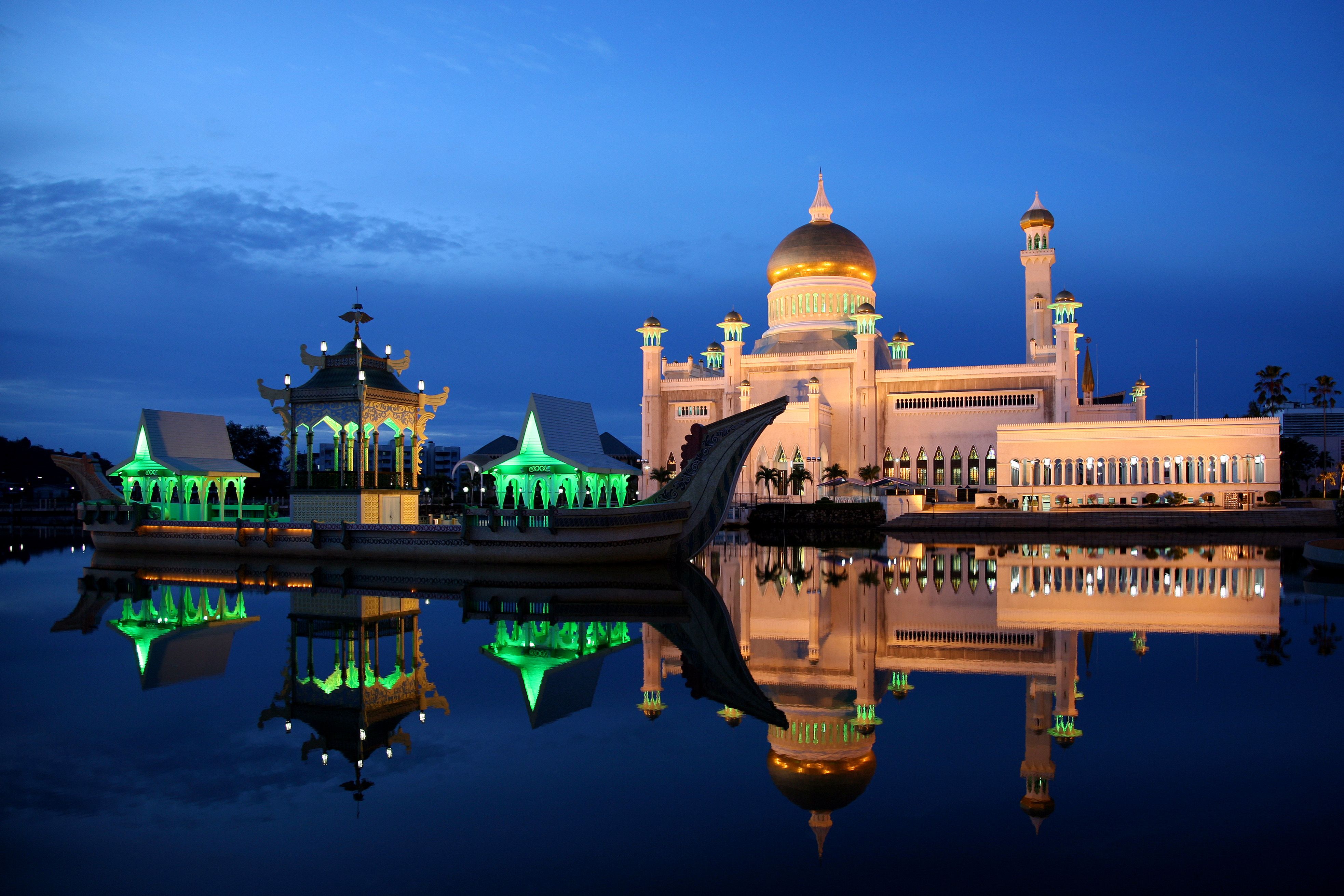
Thánh đường Sultan Omar Ali Saifuddin vào ban đêm.

Năm 2018, dân số của Brunei là 428.963 người. 76% dân số sinh sống tại các khu vực thành thị. Từ năm 2010 đến năm 2015, tốc độ đô thị hóa ước tính là 2,13% mỗi năm. Tuổi thọ trung bình của Brunei là 77,7 tuổi.

### Dân tộc
Năm 2014, 65,7% dân số là người Mã Lai, 10,3% là người gốc Hoa, 3,4% là người bản địa và 20,6% thuộc những dân tộc khác.
Ngôn ngữ chính thức của Brunei là tiếng Mã Lai. Bộ Văn hóa, Thanh niên và Thể thao khuyến khích một phong trào ngôn ngữ nhằm mục đích nâng cao việc sử dụng ngôn ngữ này tại Brunei. Khẩu ngữ chính tại Brunei là tiếng Mã Lai Brunei, tiếng Mã Lai Brunei khá khác so với tiếng Mã Lai tiêu chuẩn và các phương ngữ khác của tiếng Mã Lai, và tương tự ở mức khoảng 84% với tiếng Mã Lai tiêu chuẩn, và thường là không hiểu lẫn nhau. Tiếng Anh và tiếng Trung Quốc cũng được nói rộng rãi, tiếng Anh cũng được sử dụng trong kinh doanh với địa vị là ngôn ngữ làm việc, và là ngôn ngữ giảng dạy từ bậc tiểu học đến bậc đại học, và được một cộng đồng ngoại quốc tha hương tương đối lớn sử dụng. Các khẩu ngữ khác là Kedayan, Tutong, Murut, Dusun và Iban.

### Tôn giáo
Tôn giáo tại Brunei (2021)
Hồi giáo là quốc giáo của Brunei, cụ thể là Hồi giáo Sunni và trường phái Shafi'i. 82% dân số Brunei theo Hồi giáo, bao gồm đa số người Mã Lai Brunei và người Kedayan. 6,7% dân số theo Kitô giáo, 6,3% theo Phật giáo, chủ yếu là người gốc Hoa, 2% theo tư tưởng tụ do, chủ yếu là người gốc Hoa và 2% theo các tôn giáo bản địa.

### Y tế
Do trong nước không có sẵn hỗ trợ về y tế, các công dân được đưa ra hải ngoại bằng kinh phí của chính phủ. Trong giai đoạn 2011–12, 327 bệnh nhân được điều trị tại Malaysia và Singapore với chi phí 12 triệu đô la do chính quyền chi trả. Bệnh viện lớn nhất tại Brunei là Bệnh viện Raja Isteri Pengiran Anak Saleha (RIPAS) với 538 giường bệnh, nằm tại thủ đô Bandar Seri Begawan. Có 2 trung tâm y tế tư nhân là Gleneagles JPMC Sdn Bhd. và Jerudong Park.

## Văn hóa

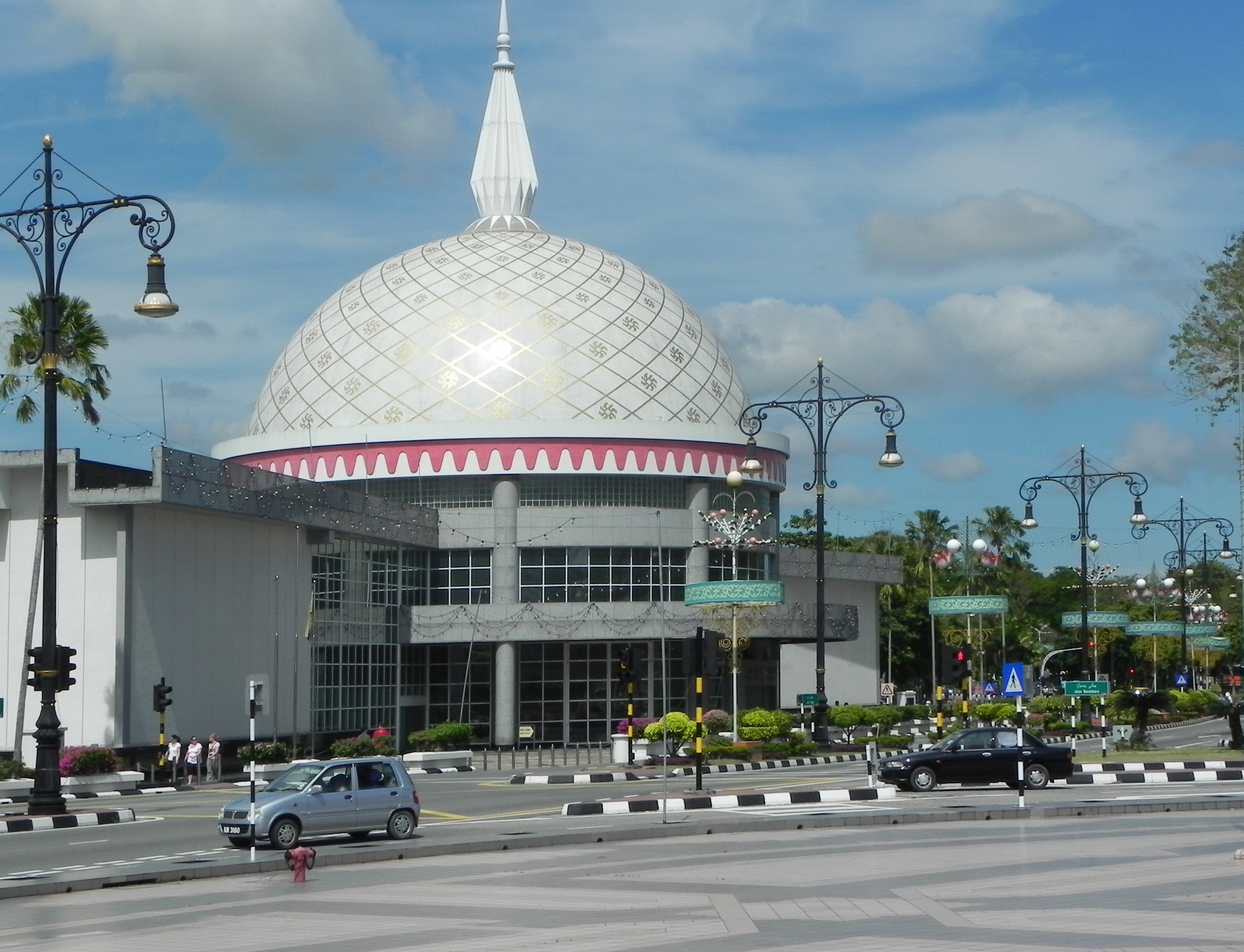
Bảo tàng vương thất Regalia

Nền văn hóa Brunei chủ yếu là văn hóa Mã Lai, với các ảnh hưởng lớn từ Hồi giáo, và được nhìn nhận là bảo thủ hơn so với Indonesia và Malaysia. Các nền văn hóa Mã Lai từ quần đảo Mã Lai ảnh hưởng đến văn hóa Brunei. Bốn giai đoạn ảnh hưởng về văn hóa đã diễn ra trong lịch sử Brunei, lần lượt là thuyết vật linh, Ấn Độ giáo, Hồi giáo, văn minh phương Tây. Hồi giáo có ảnh hưởng rất mạnh, trở thành hệ tư tưởng và triết lý của Brunei.
Brunei là một quốc gia thi hành luật Sharia, theo đó cấm việc bán và tiêu thụ đồ uống có cồn công khai. Những người không theo Hồi giáo được phép đem một lượng đồ uống có cồn hạn chế từ bên ngoài vào để tự sử dụng.

### Truyền thông
Freedom House xếp Brunei vào tình trạng "Không tự do"; hiếm khi có việc báo chí chỉ trích chính phủ và nền quân chủ. Chính phủ cho phép một công ty in ấn và xuất bản là Brunei Press PLC hoạt động, công ty thành lập từ năm 1953. Công ty tiếp tục xuất bản nhật báo tiếng Anh Borneo Bulletin, tờ báo này lúc đầu chỉ là một bài luận cộng đồng hàng tuần và trở thành nhật báo vào năm 1990 Ngoài Borneo Bulletin, Brunei còn có các nhật báo tiếng Mã Lai là Media Permata và Pelita Brunei. The Brunei Times là một tờ báo độc lập khác bằng tiếng Anh, được xuất bản tại Brunei kể từ năm 2006.
Chính phủ Brunei sở hữu và điều hành sáu kênh truyền hình kỹ thuật số sử dụng công nghệ DVB-T (RTB 1, RTB 2, RTB 3 (HD), RTB 4, RTB 5 và RTB New Media (thông tin thể thao) và năm kênh phát thanh là (FM quốc gia, Pilihan FM, Nur Islam FM, Harmony FM và Pelangi FM). Một công ty tư nhân có kênh truyền hình cáp (Astro-Kristal) và kênh phát thanh Kristal FM.